# 世界の歴史
世界の歴史（せかいのれきし）では、太古に地球上に現れた人類が長い歴史を経て現代に至った経緯を、世界視点で、略述する。

## 概要

### 人類史のはじまり

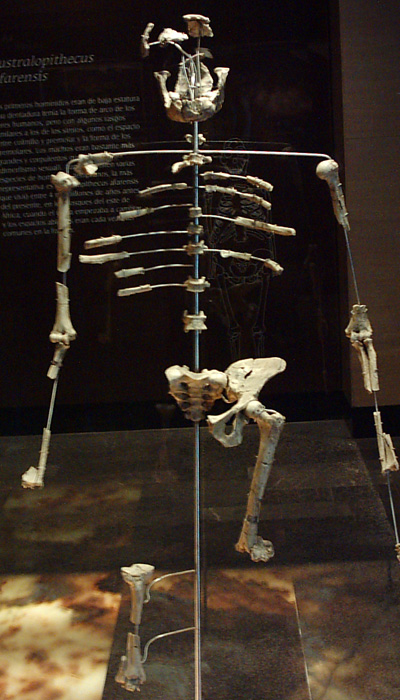
最古の人類、ルーシーの骨（複製）

人類（※）は、数百万年前にアフリカ大陸で誕生した、とされている。
約540万年前アフリカ大陸で、現在のところ最古の猿人とよばれるアウストラロピテクスが登場した。これが最初の人類とされている。東アフリカのタンザニアで、猿人の一種である、ジンジャントロプス（Zinjanthropus、en:Paranthropus boisei）の化石が発見された。
エチオピア北東部ハダール村付近では、318万年前のアウストラロピテクス・アファレンシス（アファール猿人、en:Australopithecus afarensis）の化石骨が1974年11月24日に発見され、「ルーシー」と名付けられた。
（※）人類と他の動物、他の霊長類の区別は、今日さまざまな見解があるが、直立二足歩行が基準であるとの考えが有力である。それは、記録のない時代のことを文書で判断することはできないが、化石骨とその出土層位さえ与えられれば直立二足歩行の可能性は解剖学、人類学の見地からの検討が可能となるのである。その年代は従来約400万年前といわれていたが、今日では約500万年前、学者によっては550万年前ないし600万年前の年代があたえられている。
（※）現代の生物学では、地球上のすべての生物は原始生命体から進化したものと理解されており（進化論）、ヒトを含む霊長目も同様である。最初は海中にいた動物の一部が、やがて陸上で暮らすようになった、と考えられており、人類もその子孫だということになる。
200万年前から100万年前、アフリカ大陸の北側から、陸地づたいに、地中海東岸あたりに生活の場を広げ、ユーラシアを西方（地中海北側を、ヨーロッパ方面）へ進む者と、東方（中央アジア、東アジア方面）へ進む者に分かれて広がっていった、と考えられている。
約50万年前、アジアには北京原人、ジャワ原人などの原人がいたことが知られている。かれらの脳容量は猿人の約2倍（約1,000ミリリットル）あったと推定される。洞窟や河岸に住み、堅果の採集や狩猟を生業としていたことが知られ、礫石器や火の使用の痕跡も確認されている。
同じく約50万年前には現在のヨーロッパあたりで、旧人類の一種のネアンデルタール人（※）が暮らしており、その骨の化石が多数発見されている。（年代は、31万5000年前から80万年以上前までの様々な時期が示されている）ネアンデルタール人の脳の容量は現世人類とほぼ同じかそれよりも大きく（1,300－1,600ミリリットル）、剥片石器の使用が認められる。地質学上、氷河時代にあたっていたため、炉をともなう住居に住んだり、毛皮の衣服を着るなどの生活上の工夫がみられる。死者の埋葬もおこなわれており、たがいに協力しあって生活を営んでいたことが知られている。
（※）長らく「ネアンデルタール人は現生人類にはつながっていない」などと考えられていたが、最近のDNA研究で、数十万年前から数万年前まで「現生人類」はネアンデルタール人たちとたびたび「交雑」していたことが判明している。つまりネアンデルタール人と現生人類は数十万年前から数万年前までたびたび子をつくり、そのDNAが、何度も何度も重層的に現生人類内で広がり、現在に至るまで脈々と残っている、ということであり、ネアンデルタール人も現代の人類の、まぎれもない「先祖」（の一部）なのである。現代のヨーロッパ人、アジア人、いずれのDNAにもネアンデルタール人のDNAが4～2%ほど含まれている、という（ヨーロッパ人のほうが多めに含んでいる、というデータを示している研究もある）。（一方、アフリカの地から出ずアフリカに留まった　いわゆる「アフリカ人」のDNAにはネアンデルタール人のDNAはわずか0.3%ほどしか含まれていないという）

### 現生人類の誕生と拡散

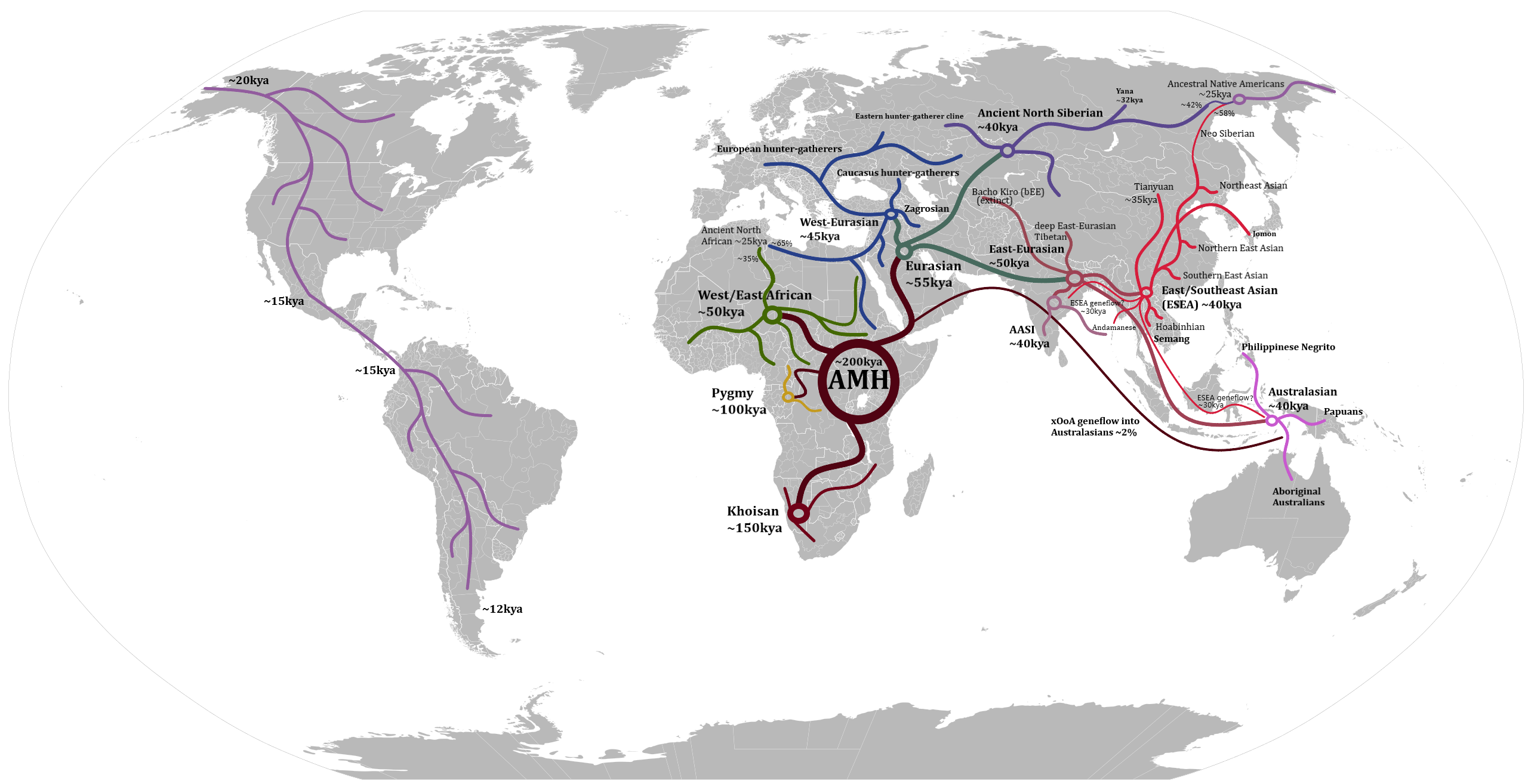
現生人類が「出アフリカ」をした後に移動した経路。（DNA研究などによる推定）

現生人類が登場するのは約30万年前のこととされる。ミトコンドリアDNAの分析では、現代人の共通祖先の分岐年代は14万3000年前±1万8000年であり、ヨーロッパとアジア人の共通祖先の分岐年代は、7万年前±1万3000年であると推定された。Y染色体ハプログループの分析結果からも古くに分岐したハプログループA (Y染色体)、ハプログループB (Y染色体)がアフリカのみに見られることから、アフリカ単一起源説は疑いようのないものとなっている。
現生人類は長らくアフリカにとどまったが、7万年間に出アフリカを果たした。出アフリカ後、イラン付近を起点にして南ルート（イランからインド、オーストラリアへ）、北ルート（イランからアルタイ山脈付近へ）、西ルート（イランから中東・コーカサス山脈付近へ）の3ルートで拡散した。すなわち南ルートをとった集団がオーストラロイド、北ルートがモンゴロイド、西ルートがコーカソイド、非出アフリカがネグロイドということになる。
化石人骨ではクロマニョン人が確認されている。クロマニョン人が描いたとされている壁画が、フランスのラスコーやスペインのアルタミラで発見された。なお、クロマニョン人は、現在のヨーロッパ人の祖先である。

### 古代文明と諸地域世界の成立
まず2010年ころまでは広く信じられていた定説を紹介しておくと、考古学者たちは次のように考えていた。
現生人類は、次第に、狩猟や採集などの獲得経済から、農耕、牧畜などの生産経済へと移行していった。その中でも、狩猟や採集が比較的困難な、砂漠及び乾燥帯などの地域かつ、農耕に必要な条件である、川が近くにある地域の人類が、いち早く集住をはじめ、そこで農耕や牧畜を行い、一定の食料を安定して生産できるように努め、貧富の差が生じ、巨大な建造物を造るようになった。こうして農耕が始まって以降に文明が成立した。
これは疑いようの無い説のように見なされていたので、世界の教科書類においても上のような説明がされるようになっていた。
（なお、日本の文明の発展が比較的遅れたのは、日本が森林や海など、食料を採集や狩猟で供給できる十分な環境があったため、集住や農耕をする必要性が比較的低かったためという説もあった）
ところが、1996年に始まったギョベクリ・テペ遺跡の発掘が進み、年代測定などが進むにつれ、その遺跡の年代が1万年ほど前のもので、狩猟・採集をしていた人々が築いた精巧な浮き彫りが施された巨大な石を用いた大規模な神殿だと、論文で2010年ころから指摘されるにつれ、上に挙げた考古学者に広く信じられていた"定説"がひっくり返ってしまい、考古学の世界に大きな衝撃が走った。すなわち、このギョベクリ・テペ遺跡により、農耕が始まる前の時代に、狩猟・採集をしていた人々が紛れもなく文明を築いていた、ということが分かったので、「文明が築かれたのは、あくまで農耕が始まった後の話だ」とする従来の定説がガラガラと崩れてしまったのである。世界から考古学者たちがこの遺跡を確認するために訪れたり、この地域に住んでいた人々についてより詳しく調査するためにギョベクリ・テペの周辺の遺跡の発掘に協力するようになっており、日本の考古学者も周辺の遺跡の発掘に参加している。

#### 4大文明の誕生と盛衰
そして、いち早く文明を築き、発展していったものが主に4つあると言われている。今のイランなどの場所に位置するメソポタミア、ナイル川近辺を中心に発展した古代エジプト、中国本土の中国文明、そしてインド・パキスタン・アフガニスタンのインダス川周辺に位置するインダス文明。これらを総称して世界四大文明という。また、これにアメリカ大陸のメソアメリカとアンデス文明をくわえて、六大文明とすることもある。エジプト文明とメソポタミア文明をあわせて、オリエント文明と呼ぶこともある。オリエントとは｢日ののぼるところ｣及び｢東方｣を意味する。

#### メソポタミア文明
メソポタミア文明は、ティグリス川流域やユーフラテス川流域、またはその間で発達した文明である。灌漑が発達したメソポタミア南部では、急激に人口が増え、数多くの大村落が成立し、それはやがて都市へと発展していった。
紀元前2700年頃までに、シュメールという民族がウル、ウルクなどの都市国家を形成し、神権政治を行った。また、楔形文字とよばれる文字も発明された。
しかし、セム語派のアッカドが彼らを征服しメソポタミアを統一した。アッカドの王ナラム・シンは｢四方世界の王｣と称し、この言葉は｢四天王｣の語源となった。そして、時は進み今度はセム語系のアムル人が古バビロニア（バビロン第1王朝）を建て、バビロン第一王朝のハンムラビは｢目には目を、歯には歯を｣で有名なハンムラビ法典をつくった。
その後、その頃には珍しい鉄製の武器をはやくから使用していたインド・ヨーロッパ語族のヒッタイトが彼らを滅ぼし、アナトリア半島（現在のトルコ付近）に国家を建国した。また、バビロン第一王朝滅亡後のバビロニアにはカッシート人、その北にはミタンニ、そして後述のエジプト新王国も含めて諸王国が並立する複雑な政治状況が生じ、しばらく続いた。
この時代の過程で、太陰暦が誕生し、これに修正を加えた太陰太陽暦も誕生し、天文、数学など様々な学問が発達した。

#### エジプト文明
エジプト文明はナイル川を中心として発展した文明である。エジプト文明は、エジプト古王国、エジプト中王国、エジプト新王国、の3つの時代に分けられる。
エジプトでは、国家統一以前にノモスと呼ばれる地域の政治的まとまり（領土国家、領域国家）が複数存在した。
エジプトではメソポタミアよりもはやく統一国家が成立した。紀元前3000年にメネスがエジプトを統一し、古王国では、王はファラオと呼ばれた。また、ギーザにはピラミッドも誕生した。
中王国時代にはセム語系の戦士集団、ヒクソスがシリアから侵入し、国内は一時混乱したが、新王国が起こって彼らを追放し、「エジプトのナポレオン」とも呼ばれるトトメス3世は、シリアとヌビアを征服したが、次第に衰退しアッシリアやアケメネス朝の侵入を受けて滅亡した。
新王国時代には、ツタンカーメンが存在した。また、神聖文字（ヒエログリフ）を使用し、太陽暦が誕生した。

#### インダス文明
インダス文明とは、インダス川流域で発展した文明のことであり、位置はインドよりも、どちらかと言えばパキスタン寄りである。
インダス文明はドラヴィダ人によって作られたとされる、インド最古の文明で、遺跡としては、モヘンジョダロ、ハラッパーなどがある。インダス文字が作られたが、いまだ解読されていない。
また、この頃のインダス文明では、強大な権力を示す、神殿や王宮が発見されていない。
やがて、滅亡し、インド=ヨーロッパ語族のアーリヤ人が侵入し、パンジャーブに住み着いた。その後、ガンジス川に進出し、その後、今のカーストと呼ばれる身分制につながるヴァルナ制やジャーティも誕生した。また、これらの制度を否定して、仏陀（釈迦）が仏教を、マハーヴィーラがジャイナ教を開いた。

#### 中国文明
中国大陸には遼河文明、黄河文明、長江文明が起こった。
遼河文明からは大規模な竪穴建物や墳墓、祭壇などの神殿が発見されている。興隆窪文化の遺跡からは中国最古の龍を刻んだヒスイなどの玉製品が発見されている。また最古の遼寧式銅剣（琵琶形銅剣）や櫛目文土器などが出土している。
黄河文明では黄河の氾濫原で農業を開始し、やがて黄河の治水や灌漑を通じて政治権力の強化や都市の発達などを成し遂げていった。後の漢民族拡散の中心となる文明である。
長江文明は稲作の発祥となる文明である。初期段階より稲作が中心であり、畑作中心の黄河文明との違いからどちらの農耕も独自の経緯で発展したものと見られる。長江文明の発見から稲（ジャポニカ米）の原産が長江中流域とほぼ確定され、稲作の発祥もここと見られる。日本の稲作もここが源流と見られる。

### ヨーロッパ世界の勃興と主権国家体制
ヨーロッパでは、ルネサンス、宗教改革、大航海時代が幕を開け、絶対王政が確立した。

### 近代の確立と帝国主義
アメリカ合衆国の独立、フランス革命とナポレオンによるフランスの第一共和政、第一帝政の後、ウィーン会議、フランスの復古王政、第二共和政、第二帝政、第三共和政、ドイツやイタリアの統一、アメリカの南北戦争、産業革命など
帝国主義で列強は世界各地に植民地を形成した。平等の思想である社会主義が台頭した。

### 20世紀世界へ
二度の世界大戦は総力戦となった。ロシア革命でソビエト連邦が誕生した。アメリカ合衆国とソ連との間で冷戦が勃発した。
ソビエト連邦の解体とドイツ再統一によって、アメリカが勝利する形で冷戦は終結した。

## 時代別・歴史の一覧
注：細かい項目をたくさん並べることが目的ではないことを理解しておくこと。

### 人類以前～人類の祖先
- 地質時代 - 古生物、化石、恐竜、ヒト

### 20万年前 - 前10000年
- 氷河時代 - 更新世（洪積世）

約2万年前、氷期のピークに。以後、温暖化。
- 石器時代

旧石器時代

### 前10000年 - 紀元前6千年紀
- 完新世

中石器時代 - 亜旧石器時代
新石器時代
農耕の開始。温暖化進む。
- ヨーロッパ - 新石器時代のヨーロッパ

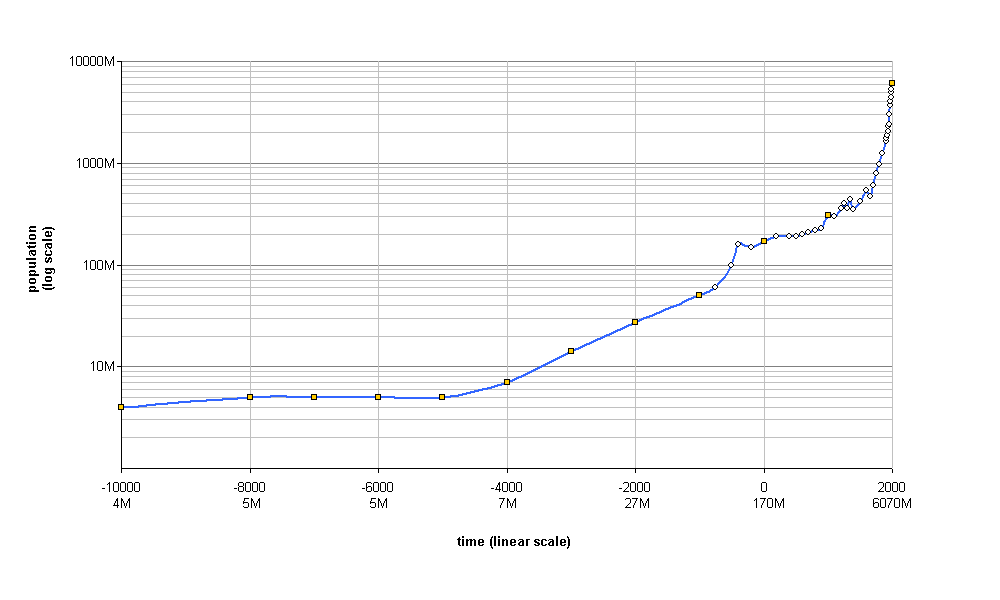
前10000年から2000年までの世界の人口増加。 垂直（人口）軸は対数表記。

- 西アジア - 農耕文化（ジャルモ遺跡など）、周壁の町の出現（エリコなど）
- 中央アジア - アナウ遺跡
- 南アジア - メヘルガル文化
- 東南アジア - ホアビン文化
- 東アジア - 黄河文明、長江文明
- 日本 - 縄文時代始まる
- アメリカ - パレオ・インディアンの定着
- アフリカ - エルメンティタ文化

### 紀元前5千年紀 - 紀元前3千年紀
温暖期。現在よりも暖かく、海面も若干高い。
初期の文明が出現し、地域によっては文字の記録が現れる。
- ヨーロッパ - 新石器時代のヨーロッパ、鐘状ビーカー文化
- 地中海世界 - マルタ島の巨石神殿、キクラデス文明
  - エジプト - ナカダ文化、初期王朝の成立、エジプト古王国、ピラミッド
- 西アジア - メソポタミア（ハラフ文化、ウバイド文化、シュメール都市国家）
- 中央アジア - ジロフト文明、サラズム遺跡
- 南アジア - クリ文化、インダス文明
- 東南アジア - タブート文化
- 東アジア - 黄河文明、長江文明、遼河文明
- 日本 - 縄文時代前期～中期
- アメリカ -クローヴィス尖頭器の出現
- アフリカ - バントゥー系民族の移動

### 紀元前2千年紀 - 紀元前7世紀
温暖期がピークを超え、やや寒冷化傾向。
青銅器時代、鉄器時代
- ヨーロッパ - ウーニェチツェ文化、骨壺墓地文化
- 地中海世界 - エーゲ文明（イリオス、ミノア文明、ミケーネ文明）、前1200年のカタストロフ
  - エジプト - エジプト中王国・新王国・末期王朝
- 西アジア - メソポタミア（バビロニア、ヒッタイト、アッシリア）
- 中央アジア - バクトリア・マルギアナ複合文化、アンドロノヴォ文化
- 南アジア - インダス文明、アーリア人の侵入、前期ヴェーダ時代、後期ヴェーダ時代
- 東南アジア - オーストロネシア人の移動
- 東アジア - 黄河文明、夏・殷・周、春秋時代
- 日本 - 縄文時代中期～後晩期
- アメリカ
  - メキシコ湾岸 - オルメカ
  - アンデス山脈 - チャビン文化
- アフリカ - クシュ王国

### 紀元前6世紀 - 紀元前3世紀
「枢軸時代」 - 世界的宗教や思想・哲学の始まり
- ヨーロッパ - スキタイ文明、ハルシュタット文化、ルサチア文化
- 地中海世界 - 古代ギリシア、ギリシア哲学の登場、アレクサンドロス3世の東征
  - パレスティナ - ユダヤ教の成立
  - エジプト - プトレマイオス朝
- 西アジア - ゾロアスター教の成立、アケメネス朝、セレウコス朝
- 中央アジア - グレコ・バクトリア王国
- 南アジア - 十六大国、仏教とジャイナ教の成立、マウリヤ朝
- 東南アジア - ドンソン文化、サフィン文化
- 東アジア - 春秋時代、戦国時代、儒教の成立、秦の中国統一（始皇帝）
- 日本 - 縄文時代晩期、弥生時代
- アメリカ
  - 北アメリカ - アデナ文化の繁栄
  - メキシコ湾岸 - 先古典期マヤ文明、エル・ミラドールの繁栄
  - アンデス高地 - チャビン・デ・ワンタル建設
- 中南アフリカ - ナイジェリアにノク文化の出現

### 紀元前2世紀 - 2世紀
古代の超大国の出現
- ヨーロッパ - ラ・テーヌ文化、ローマの属州
- 地中海世界 - 共和政ローマからローマ帝国へ、五賢帝時代
  - エジプト - プトレマイオス朝からローマの属州へ
- 西アジア - ヘレニズム諸王国、ローマの属州、パルティア
- 中央アジア - ヘレニズムの影響、グレコ・バクトリア王国、大夏、匈奴、月氏
- 南アジア - クシャーナ朝、ガンダーラ美術、サータヴァーハナ朝
- 東南アジア - ドンソン文化、港市国家の誕生、海の道の成立
- 東アジア - 前漢と後漢、儒教の国教化、シルクロード開通
- 日本 - 弥生時代
- アメリカ
  - 北アメリカ：ホープウェル文化
  - メソアメリカ：テオティワカンの建設
  - アンデス高地：モチェ文化、ナスカ文化
- アフリカ - アクスム王国の勃興

### 3世紀 - 4世紀
- ヨーロッパ - オクシヴィエ文化、プシェヴォルスク文化、ヴィェルバルク文化
- 地中海世界 - 帝政ローマ（軍人皇帝、ディオクレティアヌス、コンスタンティヌス1世）
- 西アジア - サーサーン朝
- 中央アジア - キダーラ朝
- 南アジア - グプタ朝
- 東南アジア - チャンパ王国、扶南国
- 東アジア - 三国時代、西晋と東晋、五胡十六国時代
- 日本 - 邪馬台国、古墳時代始まる
- アメリカ
  - メソアメリカ - テオティワカンのマヤ地域支配（ティカルなど）
  - アンデス高地 - モチェ文化、ナスカ文化
- アフリカ - アクスム王国のキリスト教化

### 5世紀 - 6世紀
- ヨーロッパ - ゲルマン人諸国家建設
- 地中海世界 - 西ローマ帝国滅亡、東ローマ帝国ユスティニアヌス1世の再統一
- 西アジア - サーサーン朝
- 中央アジア - エフタル、柔然
- 南アジア - グプタ朝
- 東南アジア - クタイ王国、タルマヌガラ王国
- 東アジア - 南北朝時代
- 日本 - 古墳時代、仏教公伝
- アメリカ
  - メソアメリカ - テオティワカン
  - アンデス高地 - モチェ文化の全盛
- アフリカ - ヴァンダル王国

### 7世紀
- ヨーロッパ - メロヴィング朝フランク王国、七王国
- 地中海世界 - 西ゴート王国、ランゴバルド王国、スラヴ人のバルカン半島南下
- 西アジア - サ－サ－ン朝滅亡、イスラム帝国の建設
- 中央アジア - 東西突厥、吐蕃、唐の西域支配
- 南アジア - ヴァルダナ朝、前期チャールキヤ朝、パッラヴァ朝
- 東南アジア - シュリーヴィジャヤ王国
- 東アジア - 隋の中国統一、唐の建国と繁栄（太宗）、則天武后
- 日本 - 飛鳥時代、大化の改新
- アメリカ
  - メソアメリカ - テオティワカン放棄、マヤ文明諸都市の繁栄
  - アンデス高地 - モチェ文化衰退、ワリの台頭
- アフリカ - イスラム帝国の北アフリカ・エジプト占領

### 8世紀
- ヨーロッパ - カロリング朝成立、カール大帝時代
- 地中海世界 - 教皇領成立、東ローマ帝国（イサウロス朝）とアッバース朝の制海権争い、イコノクラスム、後ウマイヤ朝成立
- 西アジア - アッバース朝建国、バグダード建設
- 中央アジア - 東西突厥、ウイグル、タラス河畔の戦い
- 南アジア - プラティーハーラ朝、パーラ朝、ラーシュトラクータ朝
- 東南アジア - シャイレンドラ朝、ボロブドゥール遺跡建設、シュリーヴィジャヤ繁栄続く
- 東アジア - 唐の繁栄（玄宗、李白、杜甫）、律令制の崩壊、安史の乱
- 日本 - 奈良時代、天平文化、平安京
- アメリカ
  - メソアメリカ - トルテカ諸都市の建設と繁栄、
  - アンデス高地 - ワリ文化の繁栄
- アフリカ - ガーナ王国繁栄

### 9世紀
- ヨーロッパ -フランク王国分裂、ヴァイキングの活躍、キエフ大公国建国、イングランド統一
- 西アジア - アッバース朝の全盛と衰退
- 中央アジア - 西ウイグル国、サーマーン朝、ハザール
- 南アジア - プラティーハーラ朝、パーラ朝、ラーシュトラクータ朝
- 東南アジア - 古マタラム王国でプランバナン寺院群の建設
- 東アジア - 唐の衰退、藩鎮の割拠、黄巣
- 日本 - 平安時代、貴族勢力の抗争、弘仁・貞観文化
- アメリカ
  - メソアメリカ - マヤ文明の中部の諸都市の衰退
  - アンデス高地 - ワリ文化の衰退、シカン王国の建国
- アフリカ - ナイジェリアでイヴォ＝ウクウ文化

### 10世紀
- ヨーロッパ - 神聖ローマ帝国成立、カペー朝フランスの成立
- 西アジア - アッバース朝の分裂（ブワイフ朝のバグダード入城、ターヒル朝 etc）
- 中央アジア - 西ウイグル国、カラハン朝
- 南アジア - ラーシュトラクータ朝
- 東南アジア - クディリ王国、ミャンマーのパガン王朝建国
- 東アジア - 唐の滅亡、五代十国時代、遼・高麗・北宋建国
- 日本 - 平安時代、藤原氏北家の台頭、王朝国シ家体制の成立
- アメリカ
  - メソアメリカ - マヤ文明の北部諸都市及びトゥーラ＝シココティトランの繁栄
  - アンデス高地 - チムー王国の建国（14世紀までペルー北部海岸支配）
- アフリカ - 北アフリカでファーティマ朝、ナイジェリアでイヴォ＝ウクウ文化

### 11世紀
- ヨーロッパ - 東西教会の分裂（相互破門）、第1回十字軍、ドイツ騎士団の植民、ノルマン・コンクエスト
- 西アジア - セルジューク朝
- 中央アジア -ガズナ朝
- 南アジア - チョーラ朝全盛、北西インドへイスラム流入
- 東南アジア - ベトナムの李朝建国
- 東アジア - 北宋で王安石の改革、西夏建国
- 日本 - 藤原氏の全盛と衰退、院政が始まる、王朝国家体制の変質と再編、荘園公領制の成立
- アメリカ - マヤ文明の北部諸都市及びトゥーラ＝ヒココティトランの繁栄
- アフリカ - モロッコでムラービト朝強勢、ガーナ王国滅亡

### 12世紀
- ヨーロッパ - 十字軍、ドイツ騎士団の植民、12世紀ルネサンス
- 西アジア - ホラズム・シャー朝
- 中央アジア - 西遼
- 南アジア - 北西インドへイスラーム流入続き、ゴール朝が北インド支配
- 東南アジア - クメール王朝繁栄、アンコール・ワット建設
- 東アジア - 金の華北支配、宋の南渡、紹興の和議
- 日本 - 院政続く、平氏の繁栄と滅亡、日宋貿易、鎌倉幕府成立
- アメリカ
  - 北米 - カホキアをはじめミシシッピ文化の祭祀センターが繁栄する
  - 中米 - チチメカ族のメソアメリカ侵略
- アフリカ - サラーフッディーンのアイユーブ朝建国、モロッコでムワッヒド朝、ナイジェリアでイフェ文化始まる

### 13世紀
- ヨーロッパ - 教皇権の最盛期、神聖ローマ帝国の大空位時代、東部でモンゴル帝国の侵入
- 西アジア - モンゴル帝国の侵入（イルハン朝成立）
- 中央アジア -モンゴル帝国においてオゴデイ家のウルスとチャガタイ家のウルスを包摂する形でカイドゥの国が成立
- 南アジア - 奴隷王朝、ハルジー朝
- 東南アジア -ベトナムの陳朝、インドネシアのシンガサリ王国、マジャパヒト王国建設
- 東アジア - モンゴル帝国の急拡大、南宋の滅亡、元の成立
- 日本 - 承久の乱、モンゴル帝国の侵入（元寇）、永仁の徳政令、アイヌ文化の成立
- アメリカ
  - 北米 - ミシシッピ文化の繁栄（カホキア、エトワー、マウンドヴィルなど）、アメリカ南西部のプエブロ文化の繁栄（メサ・ヴェルデ、チャコ・キャニオン）など。
  - 中米 - マヤパンの建設とユカタン支配の開始
  - 南米 - インカ帝国成立
- 北アフリカ - マムルーク朝、ハフス朝
- 中南アフリカ -マリ帝国、カネム・ボルヌ帝国、マプングブエ

### 14世紀
- ヨーロッパ - 教皇権の動揺（アヴィニョン捕囚、教会大分裂）、黒死病、百年戦争、ハンザ同盟
- 西アジア - オスマン帝国黎明、ティムール朝による征服、イル・ハン朝滅亡
- 中央アジア - モンゴル帝国内でカイドゥの国を簒奪する形でチャガタイ・ハン国が成立するが、この政権の弱体化と共に王家の娘婿（キュレゲン）の資格でティムール朝が勃興
- 南アジア - ハルジー朝及びトゥグルク朝のインド統一、バフマニー朝及びヴィジャヤナガル王国の独立と建国
- 東南アジア - マジャパヒト王国繁栄
- 東アジア - 中国本土に明が成立し元がモンゴル高原に退避して北元に、親モンゴル帝国の高麗が倒れ親明の李氏朝鮮へ
- 日本 - 建武の新政、南北朝時代、室町幕府成立
- アメリカ
  - 北米 - ミシシッピ文化（サザン・カルト関連の副葬品）
  - 中米 - アステカ成立
  - 南米 - チムー帝国の拡大
- 北アフリカ - マリーン朝、ハフス朝
- 中南アフリカ - 西アフリカのマリ帝国、ジンバブエにグレート・ジンバブエ遺跡繁栄

### 15世紀
- ヨーロッパ - コンスタンティノープルの陥落、大航海時代、イタリア＝ルネサンス、モスクワ大公国独立
- 西アジア - オスマン帝国の隆盛、ティムール朝の文化的繁栄（シャー・ルフ時代）
- 北アジア・中央アジア -オイラト全盛（エセン・ハーン）、タタール台頭（ダヤン・ハーン）
- 南アジア - デリー・スルターン朝弱体化しつつ北インド支配。ヴィジャヤナガル王国の繁栄
- 東南アジア -マラッカ王国、ヴェトナム黎朝独立
- 東アジア - 明の全盛、鄭和の南海遠征
- 日本 - 室町幕府の全盛と衰退、応仁の乱勃発し戦国時代へ
- アメリカ
  - 中米 - マヤパン支配の崩壊、アステカ王国の勢力拡大
  - 南米 - インカ帝国のチムー王国征服
- 北アフリカ -ハフス朝強勢
- 中南アフリカ - ソンガイ帝国全盛、ジンバブエのモノモタパ王国

### 16世紀
- ヨーロッパ - 宗教改革、オスマン帝国の第一次ウィーン包囲、スペイン黄金時代、マニエリスムと北方ルネサンス
  - 重商主義
- 西アジア - オスマン帝国最盛期、サファヴィー朝建国
- アフリカ - オスマン帝国が北アフリカ征服、モロッコでサアド朝全盛、ソンガイ帝国滅ぼす
- 北アジア・中央アジア -タタール部の全盛（ダヤン・ハーン、アルタン・ハーン）
- 南アジア - ムガル帝国成立
- 東南アジア - マタラム王国、ポルトガル海上帝国のマラッカ占領
- 東アジア - 北虜南倭、明で一条鞭法実施、万暦の三征
- 日本 - 戦国時代の群雄割拠から関ヶ原の戦いに至る統一政権の成立、ヨーロッパ人の来航と東南アジアとの国交成立
- アメリカ - スペイン人によるアステカ及びインカ帝国の征服と植民地化
- オセアニア - マゼランによる太平洋横断、マニラ・ガレオンの始まり

### 17世紀
- ヨーロッパ - オランダの独立と経済繁栄、フランス王国・ブルボン朝、バルト帝国の絶対王政、三十年戦争とヴェストファーレン体制、イギリスの勃興、科学革命、バロック
- 西アジア - オスマン帝国最盛期から斜陽の兆し、サファヴィー朝全盛
- アフリカ - ナイジェリアのベニン王国
- 中央アジア - ジュンガル、チベット仏教の拡がり
- 南アジア - ムガル帝国全盛、タージ・マハル建設、マラーター王国
- 東南アジア - オランダがマラッカ占領し、ポルトガルを駆逐、オランダ領東インド成立
- 東アジア - 明朝の崩壊、清朝の中国統一
- 日本 - 江戸幕府成立、鎖国、元禄文化
- アメリカ - ヨーロッパ系移民が活発
- オセアニア - アベル・タスマンの航海

### 18世紀
- ヨーロッパ - 絶対王政、バロックからロココへ、農業革命、産業革命、フランス革命、大北方戦争、ロシア帝国の勃興、イギリス帝国の時代へ
- 西アジア - サファヴィー朝滅亡、オスマン帝国衰退
- 中央アジア - カザフ系国家のロシア帰服、雍正のチベット分割
- アフリカ - 黒人奴隷貿易の最盛期
- 南アジア - ムガル帝国斜陽、マラーター同盟（マラーター連合）、ヨーロッパによるインド植民
- 東南アジア - オランダ領東インド、ベトナム後黎朝滅亡
- 東アジア - 清朝の全盛（康熙帝、雍正帝、乾隆帝）
- 日本 - 享保の改革、田沼意次、寛政の改革
- アメリカ - 英仏第2次百年戦争、合衆国独立
- オセアニア - イギリスのオーストラリア領有、ハワイ王国成立

### 19世紀
- 国際 - 工業化、パクス・ブリタニカ
- ヨーロッパ - ナポレオン戦争、ウィーン体制、1848年革命、クリミア戦争、普仏戦争、イタリア王国とドイツ帝国の成立
- 西アジア - オスマン帝国とガージャール朝の半植民地化、タンジマート
- アフリカ - ムハンマド・アリー朝、「暗黒大陸」の探検、アフリカ分割始まる
- 中央アジア - ロシアの中央アジア進出、アフガン戦争、グレート・ゲーム
- 南アジア - イギリスのインド支配、インド大反乱
- 東南アジア - オランダ領東インド本国直轄化、ベトナム阮朝建国、海峡植民地成立
- 東アジア - 清朝の衰退（アヘン戦争、太平天国の乱、洋務運動）
- 日本 - 天保の改革、開国、明治維新、憲法制定、日清戦争
- 北アメリカ - フロンティアの時代、南北戦争、金ぴか時代
- 中南アメリカ - 中南米諸国の独立、パラグアイ戦争
- オセアニア - 太平洋分割、米西戦争とアメリカのハワイ併合

### 20世紀
前半
- 国際 - 第一次世界大戦と第二次世界大戦
- 北アメリカ - 経済的繁栄、世界恐慌、ニューディール政策
- ヨーロッパ - ドイツ帝国・オーストリア帝国の崩壊、ヴェルサイユ条約、ロシア帝国の崩壊とロシア革命
- 西アジア - オスマン帝国崩壊とトルコ共和国成立（ケマル・アタテュルク）、パレスチナ問題
- アフリカ - アフリカ分割の完了、ヨーロッパ諸国による植民地支配
- 中央アジア - ロシア帝国からソヴィエト連邦の支配へ、バスマチ蜂起
- 南アジア - ヨーロッパ諸国による植民地支配、英印円卓会議
- 東南アジア - ヨーロッパ諸国による植民地支配、大東亜共栄圏
- 東アジア - 韓国併合、辛亥革命（中華民国樹立）、三・一運動、五・四運動、満州国の成立と崩壊、日中戦争、太平洋戦争
- 日本 - 日露戦争、韓国併合、大正デモクラシー、日中戦争、太平洋戦争
- 中南アメリカ - モノカルチャー経済の発展
- オセアニア - イギリスと日本の太平洋再分割、九カ国条約

後半
- 国際 - 国際連盟から国際連合へ、冷戦、第三世界、代理戦争、南北問題、オイルショック、グローバリゼーション
- 北アメリカ - 自由主義から新保守主義へ、宗教右派の台頭
- ヨーロッパ - 民主国家の西ヨーロッパと共産党国家の東ヨーロッパ、欧州共同体から欧州連合へ、ベルリンの壁の成立と崩壊、ソビエト連邦の崩壊、チェルノブイリ原子力発電所事故の発生
- 西アジア - 中東戦争、イラン革命、湾岸戦争
- アフリカ - アフリカの年（ヨーロッパによる植民地支配からの独立）
- 中央アジア - アフガン紛争、イスラム原理主義、カザフスタン、ウズベキスタン、タジキスタン、キルギスタンの独立
- 南アジア - ヨーロッパによる植民地支配の崩壊と独立（印パ分離独立など）、印パ戦争、南アジア地域協力連合設立
- 東南アジア - ヨーロッパによる植民地支配の崩壊と独立、東南アジア諸国連合設立、ベトナム戦争、マルコス（フィリピン）やスハルト（インドネシア）などの開発独裁政権
- 東アジア - 国共内戦、朝鮮半島分断、中華人民共和国の成立、中華民国政府の台湾遷都、中ソ対立、日本と韓国のアメリカ軍基地
- 日本 - GHQによる占領、55年体制、高度経済成長、バブル景気、連立政権の常態化
- 中南アメリカ - 米州機構設立、CIAの援助を受けた軍事政権の乱立、チリ・クーデター、クラウス・バルビーによるボリビアの支配
- オセアニア - ANZUSの結成、大国の核実験場、太平洋諸国の独立。

### 21世紀
- 国際 - グローバリゼーションとその反動、インターネットの普及、リーマン・ショック、新型コロナウイルス感染症の世界的流行 （2019年-）
- 北アメリカ - アメリカ同時多発テロ事件
- ヨーロッパ - ブレグジット、ロシアのウクライナ侵攻
- 西アジア - イラク戦争、イスラム国家
- アフリカ - アフリカ連合発足、アラブの春（エジプト、チュニジア、リビアの政権交代）
- 中央アジア - 色の革命、上海協力機構の発足
- 南アジア - アフガニスタンの親米政権崩壊
- 東南アジア - ASEAN10体制
- 東アジア - 北朝鮮核問題、中華人民共和国の高度経済成長、一帯一路政策
- 日本 - 日本観測史上最大であるマグニチュード9.0の東北地方太平洋沖地震とそれに伴う大規模な津波や福島第一原子力発電所事故等が発生。
- 中南アメリカ - ベネズエラ危機
- オセアニア - フンガ・トンガ大噴火

## 世界の歴史の一覧

### 地域・各国史
以下はカテゴリ「世界史」に含まれるサブカテゴリまたは分類された個別記事の一覧である。
現生人類は「出アフリカ」をした後に、大まかに三方向に分かれ、地中海東岸あたりで西方面（ヨーロッパ方面）へ進む者と、東方の中央アジア・南アジア方面へ進む者と、東欧やロシア方面へ進んだ者たちがいて、アジア方面へ進んだ者は東アジアへ進んだ者とオセアニア方面に進んだ者に分かれ、一方で、ロシア・シベリア経由であれ、中央アジア経由であれ東アジアにたどりついた者の一部は北へ進みベーリング海峡あたりをアラスカ方面へ渡り、北米大陸を南下して、ついには南米大陸へ渡り、その南端に至った者がいた、という壮大な人類史があったことを踏まえて配列する。

#### アフリカ
- アフリカ史
  - アルジェリアの歴史
  - アンゴラの歴史
  - ウガンダの歴史
  - エジプトの歴史
    - 古代エジプト

  - エチオピアの歴史
  - エリトリアの歴史
  - ガーナの歴史
  - カメルーンの歴史
  - カーボベルデの歴史
  - ガボンの歴史
  - ガンビアの歴史
  - ギニアの歴史
  - ギニアビサウの歴史
  - ケニアの歴史
  - コートジボワールの歴史
  - コモロの歴史
  - コンゴ共和国の歴史
  - コンゴ民主共和国の歴史
  - サントメ・プリンシペの歴史
  - ザンビアの歴史
  - シエラレオネの歴史
  - ジブチの歴史
  - ジンバブエの歴史
  - スーダンの歴史
  - スワジランドの歴史
  - セーシェルの歴史
  - セネガルの歴史
  - ソマリアの歴史
  - ソマリランドの歴史
  - タンザニアの歴史
  - チャドの歴史
  - チュニジアの歴史
  - トーゴの歴史
  - ナイジェリアの歴史
  - ナミビアの歴史
  - ニジェールの歴史
  - 西サハラの歴史
  - ブルキナファソの歴史
  - ブルンジの歴史
  - ベナンの歴史
  - ボツワナの歴史
  - マダガスカルの歴史
  - マラウイの歴史
  - マリの歴史
  - モザンビークの歴史
  - モーリシャスの歴史
  - モーリタニアの歴史
  - モロッコの歴史
  - リビアの歴史
  - リベリアの歴史
  - ルワンダの歴史
  - レソトの歴史
  - 赤道ギニアの歴史
  - 中央アフリカの歴史
  - 南アフリカ共和国の歴史

#### 西アジア
- 西アジア史
  - アフガニスタンの歴史
  - アラブ首長国連邦の歴史
  - イエメンの歴史
  - イスラエルの歴史
  - イラクの歴史
    - メソポタミア

  - イランの歴史
  - オマーンの歴史
  - カタールの歴史
  - 北キプロスの歴史
  - キプロスの歴史
  - クウェートの歴史
  - サウジアラビアの歴史
  - シリアの歴史
  - トルコの歴史
  - バーレーンの歴史
  - パレスチナの歴史
  - ヨルダンの歴史
  - レバノンの歴史
- カフカース史
  - アゼルバイジャンの歴史
  - アブハジアの歴史
  - アルメニアの歴史
  - グルジアの歴史
  - チェチェンの歴史
  - 南オセチアの歴史
  - ナゴルノ・カラバフの歴史

#### ヨーロッパ・ロシア
- ヨーロッパ史
- 東ヨーロッパ史
  - ロシアの歴史
    - ソビエト連邦、中ソ対立
    - チェチェンの歴史

  - ウクライナの歴史
  - ベラルーシの歴史
- バルト史
  - エストニアの歴史
  - ラトビアの歴史
  - リトアニアの歴史
- 中央ヨーロッパ史
  - オーストリアの歴史
  - チェコの歴史
  - スロヴァキアの歴史
  - ハンガリーの歴史
  - ポーランドの歴史
- バルカン史
  - アルバニアの歴史
  - 沿ドニエストルの歴史
  - ギリシャの歴史
  - クロアチアの歴史
  - コソボの歴史
  - スロヴェニアの歴史
  - セルビアの歴史
  - ブルガリアの歴史
  - ボスニア・ヘルツェゴビナの歴史
  - マケドニアの歴史
  - モルドバの歴史
  - モンテネグロの歴史
  - ユーゴスラビアの歴史
  - ルーマニアの歴史
- 古代ローマ史
- 西ヨーロッパ史
  - アイルランドの歴史
  - アンドラの歴史
  - イギリスの歴史
    - イングランドの歴史
    - ウェールズの歴史
    - スコットランドの歴史
    - 北アイルランドの歴史

  - イタリアの歴史
  - オランダの歴史
  - キプロスの歴史
  - サンマリノの歴史
  - スイスの歴史
  - スペインの歴史
  - ドイツの歴史
  - バチカンの歴史
  - フランスの歴史
  - ベルギーの歴史
  - ポルトガルの歴史
  - モナコの歴史
  - ルクセンブルクの歴史
- 北ヨーロッパ史
  - アイスランドの歴史
  - スウェーデンの歴史
  - デンマークの歴史
  - ノルウェーの歴史
  - フィンランドの歴史

#### 中央ユーラシア・中央アジア
- 中央ユーラシア史（中央アジア史）
  - ウイグル
  - ウイグルの歴史
  - キプチャク平原史
  - ウズベキスタンの歴史
  - キルギスの歴史
  - タジキスタンの歴史
  - トルクメニスタンの歴史
  - モンゴルの歴史

#### 南アジア
- 南アジア史
  - インドの歴史
    - インダス文明

  - シッキムの歴史
  - スリランカの歴史
  - チベットの歴史
  - ネパールの歴史
  - パキスタンの歴史
  - バングラデシュの歴史
  - ブータンの歴史
  - ミャンマーの歴史
  - モルディブの歴史

#### 東南アジア
- 東南アジア史
  - インドネシアの歴史
  - カンボジアの歴史
  - シンガポールの歴史
  - タイの歴史
  - フィリピンの歴史
  - ブルネイの歴史
  - ヴェトナムの歴史
  - マレーシアの歴史
  - ミャンマーの歴史
  - ラオスの歴史
  - 東ティモールの歴史

#### 東アジア
- 東洋史
- 東アジア史
  - 中国の歴史
    - 黄河文明
    - 中華人民共和国の歴史、中国史時代区分表
      - 香港の歴史
      - マカオの歴史

    - 中華民国の歴史
      - 台湾の歴史

  - 朝鮮の歴史
    - 韓国の歴史
    - 朝鮮民主主義人民共和国の歴史

  - 日本の歴史
    - 琉球の歴史
    - 日韓関係史概観、日露関係史、日蘭関係、日仏関係、日米関係

#### オセアニア・太平洋
- オセアニア史
  - オーストラリアの歴史
  - ニューギニアの歴史
  - ニュージーランドの歴史
- 太平洋島嶼史（ミクロネシア史、メラネシア史、ポリネシア史）
  - イースター島の歴史
  - サモアの歴史
  - トンガの歴史
  - ニューカレドニアの歴史
  - ハワイの歴史
  - フィジーの歴史
  - ピトケアン諸島の歴史
- 南極の歴史

#### アメリカ
北アメリカ
- 北アメリカ史
  - アラスカの歴史
  - アメリカ合衆国の歴史
  - カナダの歴史
    - ケベックの歴史

  - グリーンランドの歴史

中央アメリカ
- 中央アメリカ史、メキシコの歴史
  - エルサルバドルの歴史
  - グアテマラの歴史
  - コスタリカの歴史
  - ニカラグアの歴史
  - パナマの歴史
  - ベリーズの歴史
  - ホンジュラスの歴史
  - メキシコの歴史
- カリブ史
  - アンティグア・バーブーダの歴史
  - キューバの歴史
  - グアドループの歴史
  - クラサオの歴史
  - グレナダの歴史
  - ジャマイカの歴史
  - セントクリストファー・ネイビスの歴史
  - セントビンセント・グレナディーン諸島の歴史
  - セントルシアの歴史
  - ドミニカ共和国の歴史
  - ドミニカ国の歴史
  - トリニダード・トバゴの歴史
  - ハイチの歴史
  - バハマの歴史
  - バミューダの歴史
  - バルバドスの歴史
  - プエルトリコの歴史
  - マルティニークの歴史

南アメリカ
- 南アメリカ史
  - アルゼンチンの歴史
  - ウルグアイの歴史
  - エクアドルの歴史
  - ガイアナの歴史
  - コロンビアの歴史
  - スリナムの歴史
  - チリの歴史
  - パラグアイの歴史
  - ブラジルの歴史
  - フランス領ギアナの歴史
  - ベネズエラの歴史
  - ペルーの歴史
  - ボリビアの歴史

## 一体的な世界史を試みた歴史書
欧米で「歴史の父」と呼ばれるヘロドトスが紀元前5世紀頃に著したとされる『歴史』は、ヘロドトスが知りえた時代と地域の歴史に関するもので、自らが属するギリシア文明圏を超えた世界を展望した最初の歴史書といえるものであった。また、日本においては「日本史」と「世界史」が別ものとして、義務教育や高等学校、また大学の一般教養でも講じられ、大学の専攻も異なるが、それに対して欧米では「エジプトから始まって自国の近代、現代で終わる」一貫史が認識されていることも重要である。